# 이당 (북송)
이당(李唐, 1050년 ~ 1130년)은 중국 송나라의 산수화가이다. 휘종의 화원에서 그림을 그렸다. 원체화를 확립하였고, 그의 그림은 먹물로 선을 강조하는 방법과 부벽준법(바위의 울퉁불퉁한 모양을 나타내는 기법)이 특징이다. 그가 그린 <산수도>는 중국 산수화의 걸작으로 꼽히고 있다.

## 같이 보기
- 중국의 미술
- 중국화 (회화)